# 우레시노시
우레시노시(일본어: 嬉野市)는 일본 사가현 서부에 있는 시이며 우레시노 온천으로 알려져 있다. 2006년 1월 1일에 후지쓰군 시오타정·우레시노정이 합병해 사가현의 9번째 시로 탄생하였다. 시내에는 닌자 테마파크가 조성되어 있다.

## 지리
비교적 완만한 산으로 둘러싸인 분지이고 동부의 일부가 시로이시 평야에 속한다.

## 인접하는 자치체
- 사가현
  - 다케오시
  - 가시마시
  - 기시마군 시로이시정

- 나가사키현
  - 오무라시
  - 히가시소노기군 히가시소노기정·가와타나정·하사미정

## 역사
- 1889년 4월 1일 - 정촌제 시행으로 현재의 시역에 후지쓰군 니시우레시노촌·히가시우레시노촌·요시다촌·시오타촌·구마촌·고초다촌이 성립하였다.
- 1918년 10월 5일 - 시오타촌이 정으로 승격해 시오타정이 되었다.
- 1929년 4월 22일 - 니시우레시노촌이 정으로 승격해 우레시노정이 되었다.
- 1933년 4월 1일 - 우레시노정·히가시우레시노촌이 신설 합병해 우레시노정이 되었다.
- 1955년 4월 1일 - 우레시노정·요시다촌이 신설 합병해 우레시노정이 되었다.
- 1956년 9월 1일 - 구마촌·고초다촌이 시오타정에 편입되었다.
- 2006년 1월 1일 - 우레시노정·시오타정이 신설 합병해 우레시노시가 되었다.

## 경제
관광업과 농업이 번성하고 쌀과 보리류 외에도 녹차 등 차의 생산이 활발하다.

## 교통

### 도로
- 나가사키 자동차도
- 국도 34호선
- 국도 498호선

## 기후
| 우레시노시의 기후                                            | 우레시노시의 기후 | 우레시노시의 기후 | 우레시노시의 기후 | 우레시노시의 기후 | 우레시노시의 기후 | 우레시노시의 기후 | 우레시노시의 기후 | 우레시노시의 기후 | 우레시노시의 기후 | 우레시노시의 기후 | 우레시노시의 기후 | 우레시노시의 기후 | 우레시노시의 기후 |
| 월                                                           | 1월               | 2월               | 3월               | 4월               | 5월               | 6월               | 7월               | 8월               | 9월               | 10월              | 11월              | 12월              | 연간              |
| ------------------------------------------------------------ | ----------------- | ----------------- | ----------------- | ----------------- | ----------------- | ----------------- | ----------------- | ----------------- | ----------------- | ----------------- | ----------------- | ----------------- | ----------------- |
| 역대 최고 기온 °C (°F)                                       | 19.5 (67.1)       | 22.1 (71.8)       | 24.4 (75.9)       | 29.8 (85.6)       | 34.2 (93.6)       | 35.8 (96.4)       | 38.5 (101.3)      | 39.0 (102.2)      | 36.1 (97.0)       | 32.5 (90.5)       | 26.0 (78.8)       | 23.2 (73.8)       | 39.0 (102.2)      |
| 일평균 최고 기온 °C (°F)                                     | 9.5 (49.1)        | 11.2 (52.2)       | 14.7 (58.5)       | 20.1 (68.2)       | 24.7 (76.5)       | 27.0 (80.6)       | 30.5 (86.9)       | 32.1 (89.8)       | 28.3 (82.9)       | 23.3 (73.9)       | 17.3 (63.1)       | 11.6 (52.9)       | 20.9 (69.6)       |
| 일일 평균 기온 °C (°F)                                       | 4.5 (40.1)        | 5.6 (42.1)        | 8.9 (48.0)        | 13.8 (56.8)       | 18.4 (65.1)       | 21.9 (71.4)       | 26.0 (78.8)       | 26.6 (79.9)       | 22.8 (73.0)       | 17.2 (63.0)       | 11.5 (52.7)       | 6.4 (43.5)        | 15.3 (59.5)       |
| 일평균 최저 기온 °C (°F)                                     | 0.2 (32.4)        | 0.7 (33.3)        | 3.6 (38.5)        | 8.0 (46.4)        | 12.8 (55.0)       | 18.0 (64.4)       | 22.5 (72.5)       | 22.8 (73.0)       | 18.7 (65.7)       | 12.3 (54.1)       | 6.8 (44.2)        | 1.9 (35.4)        | 10.7 (51.2)       |
| 역대 최저 기온 °C (°F)                                       | −6.8 (19.8)       | −7.3 (18.9)       | −4.8 (23.4)       | −2.2 (28.0)       | 4.2 (39.6)        | 8.3 (46.9)        | 12.9 (55.2)       | 15.5 (59.9)       | 5.8 (42.4)        | 1.2 (34.2)        | −2.0 (28.4)       | −5.6 (21.9)       | −7.3 (18.9)       |
| 평균 강수량 mm (인치)                                        | 71.5 (2.81)       | 96.1 (3.78)       | 152.7 (6.01)      | 194.1 (7.64)      | 207.4 (8.17)      | 396.7 (15.62)     | 400.6 (15.77)     | 277.7 (10.93)     | 227.9 (8.97)      | 111.6 (4.39)      | 109.4 (4.31)      | 78.2 (3.08)       | 2,323.7 (91.48)   |
| 평균 강수일수 (≥ 1.0 mm)                                     | 8.6               | 8.6               | 10.8              | 10.2              | 9.5               | 14.2              | 13.7              | 11.4              | 9.8               | 6.5               | 8.4               | 8.3               | 120               |
| 평균 월간 일조시간                                           | 112.8             | 128.5             | 162.3             | 182.9             | 191.9             | 121.7             | 158.7             | 197.4             | 167.2             | 180.9             | 145.0             | 121.2             | 1,870.6           |
| 출처: 일본 기상청 (평년값: 1991년~2020년, 극값: 1977년~현재) |                   |                   |                   |                   |                   |                   |                   |                   |                   |                   |                   |                   |                   |